# Liste der Monuments historiques in Lerm-et-Musset
Die Liste der Monuments historiques in Le Temple (Gironde) führt die Lerm-et-Musset in der französischen Gemeinde Lerm-et-Musset auf.

## Liste der Objekte
| Bezeichnung | Beschreibung          | Standort                        | Kennzeichnung | Schutzstatus | Datum | Bild |
| ----------- | --------------------- | ------------------------------- | ------------- | ------------ | ----- | ---- |
| Glocke      | Bronze, 1673 gegossen | in der Kirche Notre-Dame (Lage) | PM33000564    | Classé       | 1942  |      |
| Glocke      | Bronze, 1784 gegossen | in der Kirche St-Martin (Lage)  | PM33000565    | Classé       | 1942  |      |